# Перевесьевское сельское поселение
Перевесьевское се́льское поселе́ние — муниципальное образование в Атюрьевском районе Мордовии Российской Федерации.
Административный центр — село Перевесье.

## История
Статус и границы сельского поселения установлены Законом Республики Мордовия от 28 декабря 2004 года № 116-З «Об установлении границ муниципальных образований Атюрьевского муниципального района, Атюрьевского муниципального района и наделении их статусом сельского поселения и муниципального района».

## Население
| 2002 | 2010 | 2012 | 2013 | 2014 | 2015 | 2016 |
| ---- | ---- | ---- | ---- | ---- | ---- | ---- |
| 521  | ↘505 | ↘487 | ↘474 | ↘443 | ↘417 | ↘398 |
| 2017 | 2018 | 2019 | 2020 | 2021 |      |      |
| ↘394 | →394 | ↘385 | ↘378 | ↗453 |      |      |

## Состав сельского поселения
| № | Населённый пункт | Тип населённого пункта       | Население |
| - | ---------------- | ---------------------------- | --------- |
| 1 | Духонькино       | деревня                      | ↘246      |
| 2 | Перевесье        | деревня                      | →47       |
| 3 | Перевесье        | село, административный центр | ↘212      |